# N-234
La N-234 es la carretera española de la Red de carreteras del Estado que comunica Sagunto con Burgos.

## Historia
Su precedente histórico más remoto es la vía romana Saguntum-Bilbilis, lo que pone de manifiesto su gran importancia histórica. Posteriormente la carretera fue construida aprovechando diversos tramos de ésta o transcurriendo cerca de ella, aprovechando las facilidades orográficas aprovechadas por el vial romano.
La Real Orden de 23 de diciembre de 1791 aprobó la construcción de una carretera que uniera los reinos de Valencia y Aragón. Las obras transcurrieron muy lentamente (varias décadas), así que el primitivo vial romano (conocido como Camino Real) siguió siendo la referencia durante muchos años. No fue hasta la década de 1850 que los trabajos se aceleraron; en 1856 las obras habían finalizado en la provincia de Teruel y en 1862 hicieron lo propio en las de Castellón y Valencia.
La N-234 tiene una longitud de 482 km, y fue durante muchos años el eje vertebrador que comunicaba, junto a la N-330, Francia por Aragón y el norte de España con la costa mediterránea. Hasta finales de la década de los 90 no empezó a construirse la autovía A-23, que en el tramo Sagunto–Calamocha absorbe la práctica totalidad del tráfico. 
La reforma de más importancia se produjo a finales de los años 70, cuando se realizó una variante del Puerto de las Cuestas de Ragudo. También se eliminaron las travesías de Sarrión, La Puebla de Valverde, Luco de Jiloca y Báguena. Tiempo antes, en los años 70, se había realizado la variante de Teruel y posteriormente se ejecutaría la de Caminreal
El primer tramo de la N-234 que trasvasó su tráfico a un tramo de autovía fue el tramo Sagunto–Segorbe, que además era el que mayores problemas presentaba debido a la sinuosidad y estrechez de las travesías por las poblaciones de Segorbe, Torres-Torres y Estivella, que originaban (especialmente en Torres-Torres, cuya travesía se haría mítica en el sector del transporte por carretera) intensas retenciones de tráfico a diario.
Pese a la creencia popular, la N-234 no fue nunca desdoblada, sino sustituida por la A-23. Afortunadamente es posible disfrutar de su trazado íntegro.

## Trazado
La N-234 parte de la N-340 junto al puente del río Palancia, en la localidad de Sagunto (Valencia). Atraviesa los pueblos de Gilet, Estivella, Torres-Torres, Soneja (Castellón) y Segorbe (Castellón) adentrándose en la comarca del "Alto Palancia" (provincia de Castellón). Tras el paso por junto a Jérica, Viver y la pequeña aldea de Masías de Ragudo (Castellón) comienza la ascensión a las duras rampas del Puerto de las Cuestas de Ragudo, uno de los puntos de la Red Nacional donde se situó la famosa leyenda de la "Chica de la Curva", cuya variante construida en los años 80 ha sido incorporada a la autovía A-23, devolviendo a la N-234 a su trazado original por las Cuestas de Ragudo.
Tras la ascensión del Puerto, la N-234 atraviesa Barracas (última localidad de la provincia de Castellón), para adentrarse en la provincia de Teruel, donde pasa junto a Sarrión y La Puebla de Valverde para poder ascender después el Puerto de Escandón desde donde se inicia el descenso hasta Teruel capital.
Circunvalando Teruel por el Oeste, y tras unirse a la N-330, la N-234 prosigue su camino atravesando los puertos de Cella y Singra y las localidades de Villarquemado, Torremocha y Caminreal. Tras el paso por Cella la carretera se adentra en el Valle del Jiloca y por Calamocha y se separa definitivamente del valle y de la autovía A-23 que prosigue rumbo a Zaragoza.
En el Valle del alto atraviesa Cella, Villarquemado, Santa Eulalia del Campo, Torremocha del Campo, Torrelacarcel, Singra, Villafranca del Campo, Monreal del Campo, Torrijo del Campo, Caminreal, Fuestes Claras, El Poyo del Cid y Calamocha, y en el valle medio del Jiloca, Luco de Jiloca, Burbáguena, Báguena y San Martín del Río para terminar en la monumental ciudad de Daroca y tras atravesarla rumbo al puerto de Villafeliche, se separa de la N-330 (que marcha hacia Zaragoza) con la que venía compartiendo trazado desde Teruel.
Desde Daroca, la N-234 atraviesa Villafeliche, Montón, Fuentes de Jiloca, Morata de Jiloca, Velilla de Jiloca, Maluenda y Paracuellos de Jiloca antes de cruzar la A-2 y la N-2 en Calatayud, continúa por Villarroya de la Sierra, Almenar de Soria, Soria, San Leonardo de Yagüe y Salas de los Infantes, entre otras muchas localidades. Diez kilómetros antes de Burgos, a la altura de Sarracín (aunque también en el término municipal de Villariezo, la carretera se incorpora a la autovía A-1 (antigua N-I). 
Los puertos de montaña que atraviesa la carretera son: Cuestas de Ragudo, Escandón, Cella, Singra, Villafeliche, Bigornia, Alto de Mojón Pardo y Alto de Mazariegos.
Es el eje terrestre alternativo al del Ebro, que representan la AP-68 y la N-232.
En la Actualidad, la N-234 entre Sagunto y Calamocha se encuentra totalmente íntegra aunque libre de la mayor parte de su tráfico habitual, al haberse construido la autovía A-23 que discurre cercana y absorbe prácticamente todo el tráfico.

## Localidades que atraviesa

### Provincia de Valencia
- Sagunto A-7
- Gilet
- Albalat de Taronchers
- Estivella
- Torres-Torres

### Provincia de Castellón
- Soneja
- Segorbe
- Jérica
- Viver
- Barracas

### Provincia de Teruel
- Sarrión
- La Puebla de Valverde
- Teruel N-330 N-420
- Villarquemado
- Torremocha de Jiloca
- Villafranca del Campo
- Monreal del Campo N-211
- Torrijo del Campo
- Caminreal N-211
- Calamocha
- Burbáguena
- Báguena
- San Martin del Río

### Provincia de Zaragoza
- Villanueva de Jiloca
- Daroca N-330
- Villafeliche
- Montón
- Fuentes de Jiloca
- Morata de Jiloca
- Velilla de Jiloca
- Maluenda
- Paracuellos de Jiloca
- Calatayud N-2
- Cervera de la Cañada
- Villarroya de la Sierra
- Torrelapaja

### Provincia de Soria
- Ciria (SO-P-2017)

- Cardejón
- Almenar de Soria
- Soria N-111 N-122
- Toledillo
- Cidones
- Villaverde del Monte
- Herreros
- Abejar
- Navaleno
- San Leonardo de Yagüe

### Provincia de Burgos
- Hontoria del Pinar
- La Gallega
- Hacinas
- Salas de los Infantes
- Barbadillo del Mercado
- Cascajares de la Sierra
- Hortigüela
- Mambrillas de Lara
- Mazariegos (Mecerreyes)
- Cuevas de San Clemente
- Cubillo del Campo
- Hontoria de la Cantera
- Sarracín A-1

## Futuro
Se pretende convertir la N-234 en la autovía A-24 el tramo entre Daroca y Burgos. Actualmente se va a construir el tramo entre Daroca y Calatayud.